# Guillermo Rejón
Guillermo Rejón Miguel (Madrid, 1º ottobre 1976) è un ex cestista spagnolo, professionista nella Liga ACB.

## Palmarès
- Copa Príncipe de Asturias: 1

Alicante: 2009